# Alberto Martín
Alberto Martín Margret (ur. 20 sierpnia 1978 w Barcelonie) – hiszpański tenisista, reprezentant w Pucharze Davisa.

## Kariera tenisowa
Treningi rozpoczął w wieku 6 lat i należał w połowie lat 90. XX wieku do czołowych juniorów świata, zwyciężając w juniorskiej edycji French Open w 1996 roku oraz wygraną w tymże roku w nieoficjalnych mistrzostwach świata juniorów Orange Bowl w kategorii do lat 18.
Jako zawodowy tenisista Martín występował w latach 1995–2010.
W 1997 roku po raz pierwszy osiągnął półfinał w turnieju zaliczanym do rangi ATP World Tour – w Umagu. Wyniki z sezonu 1999 pozwoliły mu na dłuższy czas znaleźć miejsce w najlepszej setce rankingu. Wygrał w tymże roku dwa turnieje ATP World Tour, w finale w Casablance pokonując Fernando Vicente, a w Bukareszcie Karima al-Alamiego. W walce o tytuł w stolicy Rumunii już 1 rundzie, w pojedynku z Adrianem Voineą, przyszło Martínowi bronić 10 piłek meczowych.
Trzecie turniejowe zwycięstwo w cyklu ATP World Tour Martín osiągnął wiosną 2001 roku, kiedy triumfował na Majorce, w półfinale wygrywając z Carlosem Moyą, a w finale z Guillermo Corią. Ten sukces, a także kilka ćwierćfinałów z drugiej połowy sezonu 2000 i pierwszego półrocza 2001 roku (w tym w zaliczanych do cyklu ATP Masters Series w Monte Carlo i Hamburgu), dały Hiszpanowi najwyższą w karierze pozycję w światowym rankingu gry pojedynczej – nr 34. w czerwcu 2001 roku.
Martín pozostawał klasyfikowany w czołowej setce jeszcze kilka lat – do 2006 roku, głównie dzięki dobrym rezultatom w zawodach ATP Challenger Tour. Notował większe osiągnięcia w imprezach ATP World Tour, przede wszystkim przez 2 lata z rzędu dochodząc do finału w Costa do Sauípe, gdzie w 2005 roku uległ Rafaelowi Nadalowi, a w 2006 roku Nicolásowi Massú.
W turniejach wielkoszlemowych największym osiągnięciem Martína jest awans do 4 rundy French Open z 2006 roku. W 1 rundzie Hiszpan wyeliminował Andy’ego Roddicka (który poddał mecz z powodu kontuzji przy prowadzeniu Martína 2:0 w setach), a w 3 rundzie Oliviera Rochusa. W meczu 4 rundy sam zmuszony był skreczować w pojedynku z Julienem Benneteau z powodu kontuzji pleców. W 2002 roku podczas Australian Open Martín w 1 rundzie okazał się lepszy od ówczesnego lidera rankingu Lleytona Hewitta.
W grze podwójnej Martín odniósł 3 turniejowe zwycięstwa rangi ATP World Tour, a w dalszych 3 dochodził do finałów. Po raz pierwszy w finale był w 1997 roku, ale w parze z Chrisem Wilkinsonem przegrał decydujące spotkanie w Bournemouth. W 2000 roku triumfował w Bukareszcie, mając za partnera Ejala Rana. W 2006 roku Martín triumfował w Amersfoort, w parze z Fernando Vicente, a w sezonie 2009 w Buenos Aires razem z Marcelem Granollersem. Najwyższą pozycję w rankingu światowym gry podwójnej Martín zajmował w październiku 2000 roku, będąc wówczas 64. w zestawieniu.
W 2002 roku został powołany do reprezentacji Hiszpanii na ćwierćfinałowe spotkanie grupy światowej Pucharu Davisa przeciwko Stanom Zjednoczonym. W deblu, mając za partnera Juana Balcellsa, nie sprostał Jamesowi Blake'owi i Toddowi Martinowi, a w grze pojedynczej uległ Andy'emu Roddickowi. Ponadto Alberto Martín grał w ekipie hiszpańskiej w Drużynowym Pucharze Świata.
Jak większość swoich rodaków, Martín preferował grę na nawierzchni ziemnej i prowadził grę z linii końcowej kortu. Jako swoje najlepsze zagranie podawał dropszot.

### Finały w turniejach ATP World Tour
| Legenda                                      |
| -------------------------------------------- |
| Wielki Szlem                                 |
| Igrzyska olimpijskie                         |
| Tennis Masters Cup / ATP Finals              |
| ATP Masters Series / ATP Tour Masters 1000   |
| ATP International Series Gold / ATP Tour 500 |
| ATP International Series / ATP Tour 250      |

#### Gra pojedyncza (3–2)
| Końcowy wynik | Nr | Data                | Turniej         | Nawierzchnia | Przeciwnik       | Wynik finału     |
| ------------- | -- | ------------------- | --------------- | ------------ | ---------------- | ---------------- |
| Zwycięzca     | 1. | 28 marca 1999       | Casablanca      | Ceglana      | Fernando Vicente | 6:3, 6:4         |
| Zwycięzca     | 2. | 3 października 1999 | Bukareszt       | Ceglana      | Karim al-Alami   | 6:2, 6:3         |
| Zwycięzca     | 3. | 6 maja 2001         | Majorka         | Ceglana      | Guillermo Coria  | 6:3, 3:6, 6:2    |
| Finalista     | 1. | 20 lutego 2005      | Costa do Sauípe | Ceglana      | Rafael Nadal     | 0:6, 7:6(2), 1:6 |
| Finalista     | 2. | 26 lutego 2006      | Costa do Sauípe | Ceglana      | Nicolás Massú    | 3:6, 4:6         |

#### Gra podwójna (3–3)
| Końcowy wynik | Nr | Data                 | Turniej      | Nawierzchnia | Partner           | Przeciwnicy                      | Wynik finału   |
| ------------- | -- | -------------------- | ------------ | ------------ | ----------------- | -------------------------------- | -------------- |
| Finalista     | 1. | 14 września 1997     | Bournemouth  | Ceglana      | Chris Wilkinson   | Kent Kinnear Ałeksandar Kitinow  | 6:7, 2:6       |
| Finalista     | 2. | 10 października 1999 | Palermo      | Ceglana      | Lan Bale          | Mariano Hood Sebastián Prieto    | 3:6, 1:6       |
| Finalista     | 3. | 7 maja 2000          | Majorka      | Ceglana      | Fernando Vicente  | Michaël Llodra Diego Nargiso     | 6:7(2), 6:7(3) |
| Zwycięzca     | 1. | 17 września 2000     | Bukareszt    | Ceglana      | Ejal Ran          | Devin Bowen Mariano Hood         | 7:6(4), 6:1    |
| Zwycięzca     | 2. | 23 lipca 2006        | Amersfoort   | Ceglana      | Fernando Vicente  | Lucas Arnold Ker Christopher Kas | 6:4, 6:3       |
| Zwycięzca     | 3. | 22 lutego 2009       | Buenos Aires | Ceglana      | Marcel Granollers | Nicolás Almagro Santiago Ventura | 6:3, 5:7, 10–8 |